# Гулинские
 Гулинские  — деревня в Яранском районе Кировской области в составе Шкаланского сельского поселения.

## География
Расположена на расстоянии примерно 20 км по прямой на юг от города Яранск на юг от Салобелякского пруда.

## История
Известна с 1891 года, в 1905 здесь (починок Гулинский или Вепри) дворов 35 и жителей 237, в 1926 45 и 248, в 1950 (Гулинские) 42 и 145, в 1989 10 жителей .

## Население
Постоянное население составляло 4 человека (русские 100%) в 2002 году, 1 в 2010.